# Perlinková vazba

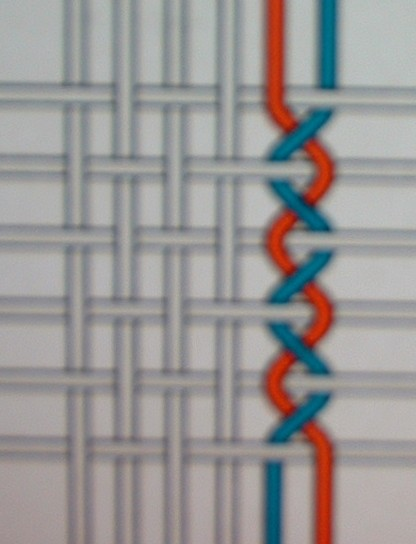
Schéma perlinkové vazby

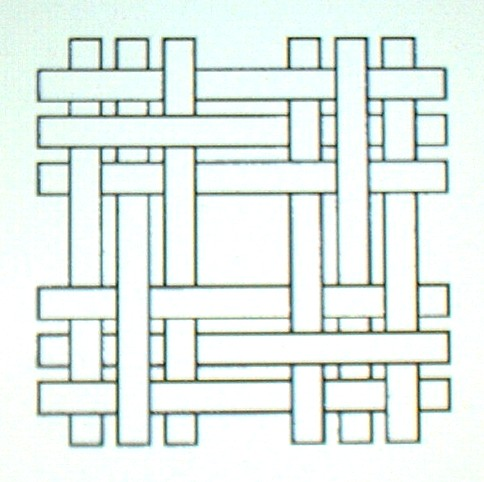
Schéma nepravé perlinky

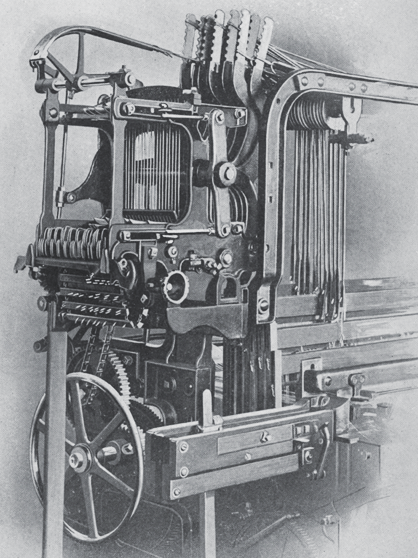
Listovka s ústrojím na tkaní perlinky (snímek z roku 1913)

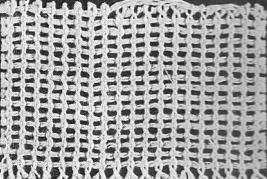
Korell asi z roku 1925

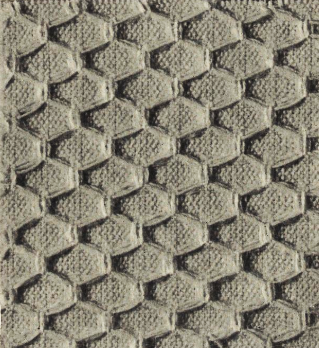
Bavlněná tkanina s útkovou perlinkou ze začátku 20. století

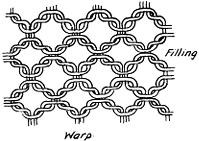
Schéma útkové perlinky tvořené speciálním zařízením na tkacím stroji (1913)

Perlinková vazba (anglicky leno weave, německy Dreherbindung) je jedna z možných vazeb tkanin, kde se mimo normálního provázání osnovy s útkem vzájemně překřižují dvě sousední osnovní nitě.
Technika perlinkové vazby tkanin vznikla pravděpodobně v Indii, odkud se rozšířila do mnoha zemí ve světě. V Evropě bylo v 19. století z ruční výroby vyvinuto tkaní perlinky na mechanických stavech.

## Pravá perlinka
Na horním výkresu vpravo je schematicky znázorněna nejjednodušší perlinková vazba. Pod (modře zbarvenou) tzv. stojitou osnovní nití se podvléká červená nit obtáčecí (vedená speciální nitěnkou), překříží ji a stabilizuje její polohu tak, že se nemůže posouvat do strany ani u velmi řídkých tkanin.
Shora popsané formě se říká také poloviční perlinka. Naproti tomu se u tzv. úplné perlinkové vazby obě osnovní niti mezi každými dvěma útky spolu ještě jednou zakrucují.
Tkací stroje na výrobu perlinek jsou opatřeny třemi paprsky (povolovací, základní a obtáčecí). Obtáčecí nit prochází třemi různými nitěnkami a sbíhá se se stojitou nití do společného zubu paprsku.
Stroje na výrobu tkanin s perlinkovou vazbou ze začátku 21. století se staví jak s jehlovým tak i s pneumatickým prohozem pro šířku zboží až 540 cm a s otáčkami do 720/min. Dají se použít pro tkaní velmi řídkých záclonovin, např. voálů, nábytkových potahů, koberců i technických tkanin z velmi těžkých rovingů.
Kraje tkanin z bezčlunkových stavů (to jsou dnes prakticky všechny) se musí zpevňovat, aby se nepáraly. Protkání kraje perlinkovou vazbou se k tomu účelu používá nejčastěji, zařízení k -tvorbě perlinky na krajích tkaniny patří proto ke standardnímu vybavení tkacích strojů.

## Nepravá perlinková vazba
Nepravá perlinková vazba, zvaná také aida – nebo sítová vazba, vzniká tak, že se k plátnové vazbě přidává jedna osnovní nit shora a jedna zdola. Příslušné osnovní a útkové nitě se stahují dohromady a vedle těchto shluků se tvoří otvory (jak znázorňuje druhý nákres shora).
Nepravá perlinka nezajišťuje niti proti posuvu v té míře jako úplná perlinková vazba. Použití: Tkaniny s obchodním označením aida nebo naté, gáz, sýrové plátno. Asi do poloviny 20. století byl známý tzv. korell, tkaný ze „šňůrek“ (příze z dlouhovlákné bavlny družené v osnově 3x, v útku 2x, 6-8 nití/cm) s použitím hlavně na košile. V 21. století se korell najde na trhu jen jako vintage.

## Útková perlinková vazba
Princip: Vazná osnovní nit spojuje na určitých místech útkové niti a vytváří z nich reliefové vzory (podobné vaflové tkanině). 
Výrobní technika na tkacím stroji: Ke každému vzoru vazby se přivádí vazná nit tak, že prochází vodičem umístěným na společné ose, která vykonává určité pohyby řízené programem.
Tkanina (na druhém snímku zdola) je výrobek asi z roku 1906 z bavlněné příze 37 tex x 3 v osnově i útku, 14 nití/cm, se střídou vazby 24/24.  